# Ordine della Stella bianca
L'Ordine della Stella bianca è un ordine cavalleresco estone.

## Storia
L'ordine è stato fondato nel 1936 per dare un riconoscimento ai servizi resi allo Stato estone.

## Classi
L'Ordine della Stella bianca è suddiviso in sei classi di benemerenza:
- Collare
- Cavaliere di I classe
- Cavaliere di II classe
- Cavaliere di III classe
- Cavaliere di IV classe
- Cavaliere di V classe
- Medaglia

| Nastri                 |                        |                         |
| Cavaliere di V classe  | Cavaliere di IV classe | Cavaliere di III classe |
| Cavaliere di II classe | Cavaliere di I classe  | Collare                 |

## Insegne
- Il "nastro" è completamente rosso.

## Insigni notabili
- Friedrich Akel (1938)
- Jaan Tõnisson (1938)
- Jüri Uluots (1938)
- Silvi Vrait (2001)
- Valdas Adamkus (2004)
- Ólafur Ragnar Grímsson (3 maggio 2004)
- Gerd Kanter (2006 e 2009)
- Tarja Halonen (12 marzo 2007)
- Carlo XVI Gustavo di Svezia (12 gennaio 2011)
- Silvia Sommerlath (12 gennaio 2011)
- Vittoria di Svezia (12 gennaio 2011)
- Harald V di Norvegia (2 settembre 2014)
- Sonja Haraldsen (2 settembre 2014)
- Haakon di Norvegia (2 settembre 2014)
- Mette-Marit Tjessem Høiby (2 settembre 2014)